# The Lady of Shalott (Waterhouse)
The Lady of Shalott (De vrouwe van Shalott) is een schilderij van de prerafaëlitische Engelse kunstschilder John William Waterhouse uit 1888, 153 x 200 centimeter, olieverf op doek. Het toont de vrouwe van Shalott in een boot op weg naar Camelot, waar haar einde wacht. Het werk is thans te zien in Tate Gallery te Londen. 

## Inspiratie bij Tennyson
Waterhouse vond de inspiratie voor zijn schilderij The Lady of Shalott in het gelijknamige gedicht van Lord Alfred Tennyson uit 1833, dat op de Arthurlegende is gebaseerd. Het verhaalt van een jonge vrouw die door een vloek gevangen wordt gehouden in een toren op een eiland, waar ze de tijd doodt met weven. Het is haar om een onbekende reden verboden uit het raam te kijken en de buitenwereld is voor haar slechts zichtbaar in een spiegel. Als echter op een gegeven moment ridder Lancelot zingend voorbijrijdt, wordt ze plots door de liefde bevangen. Ze laat haar weefgetouw in de steek en spoedt zich naar het raam. Wanneer ze vervolgens hoort dat haar spiegel barst weet ze dat de vloek zich zal voltrekken. Ze verlaat de toren en stapt in een boot die naar Camelot vaart, alwaar de dood haar wacht.
De dichtregels die Waterhouse tot uitdrukking brengt luiden:
Naar Camelot, verscholen in verten voorbij de rivier

richtte zij vrijmoedig haar blik

Die als verloren in een trance

Niets ziet dan het ongeluk dat haar wacht.

## Het schilderij
De stijl van het schilderij kan typisch prerafaëlitisch worden genoemd, in de estheticistische variant, met neoklassieke invloeden en veel symboliek.
Waterhouse beeldt in zijn schilderij het moment uit van het vertrek van de vrouwe in de boot, vanaf een trap links en de vaag zichtbare toren. Niet liggend, zoals ze eerder vaak werd afgebeeld, maar met opgeheven hoofd gaat ze de dood tegemoet. Volgens Tennysons gedicht zou ze een klaaglied zingen. Twee van de drie kaarsjes op het voorsteven zijn uit, ten teken dat het einde nabij is. Het kruis dat voor haar ligt symboliseert de offerdood en duidt op een hemels voortbestaan. 
Conform Tennysons gedicht hangt over de rand van de boot een door de vrouwe van Shalott geweven kleed met borduursels. Het toont beelden die ze gezien heeft in haar spiegel, waaronder de zingende Sir Lancelot te paard. Het zijn taferelen van een leven dat haar is ontzegd, wellicht ook van een leven dat ze nu van plan is te gaan ontdekken. De boot ligt op het moment dat Waterhouse schildert nog steeds gemeerd aan een ketting, die ze losjes vasthoudt. Met het loslaten van de ketting en daarmee haar angst voor de vloek, lijkt ze zichzelf te bevrijden.
| |  |  |
| Twee andere werken van Waterhouse over The Lady of Shalott. Links: I am half-sick of shadows, 1916. Rechts: The Lady of Shalott looking at Lancelot, 1894 |  |  |

Opvallend zijn de drijvende herfstbladeren: ze symboliseren niet alleen de herfst van het leven, maar stonden in de victoriaanse tijdperk ook voor de val van een vrouw die was bezweken voor seksuele verleiding. In de victoriaanse literatuur en schilderkunst was het thema van de vrouw die haar leven aan een gedoemde liefde opoffert erg populair. Ook de prerafaëlitische kunstschilders Dante Gabriel Rossetti en John Everett Millais, aan wie Wasterhouse zeer schatplichtig was, beeldden dit thema meermaals uit. In het schilderij van Waterhouse, net als in het gedicht van Tennyson, kunnen echter ook diepere lagen worden gezien. Dat heeft deels te maken met de houding van de vrouwe van Shalott. Het symboliseert iets van persoonlijk isolement tegenover de noodzaak deel uit te maken van de maatschappij, eveneens een kenmerkend thema van de prerafaëlieten.
Waterhouse maakte in 1894 en 1916 nog twee schilderijen naar het thema van de Lady of Shalott, op basis van andere gedeeltes van Tennysons gedicht.